# Reserva cardíaca
Se llama reserva cardíaca al porcentaje máximo de aumento en el gasto cardíaco que puede alcanzarse sobre el umbral de reposo. En el adulto joven sano la reserva cardíaca es del 300 % al 400 %. El funcionamiento del corazón está influido por las demandas de trabajo y la capacidad de la circulación coronaria para cubrir sus necesidades metabólicas. La capacidad del corazón para incrementar su gasto de acuerdo con las necesidades del cuerpo depende sobre todo de 4 factores:
- Precarga
- Poscarga
- Contractilidad cardíaca
- Frecuencia cardíaca

La frecuencia cardíaca y la contractilidad cardíaca son factores cardíacos intrínsecos (es decir, que dependen únicamente del corazón) aunque están controlados por varios mecanismos neurales y humorales. Por otra parte, la precarga y la poscarga dependen del comportamiento del corazón y los vasos sanguíneos.